# Повідь у Північноморському басейні (1953)
Повідь у Північноморському басейні 1953 року (нід. Watersnoodramp, повенева катастрофа) — велика повідь, спричинена потужним штормовим припливом у Північному морі, що сталася в ніч на суботу 31 січня і недільного ранку 1 лютого 1953 року. Внаслідок підняття рівня моря та прориву дамб загинула 2551 людина в трьох державах (зокрема 1836 — у Нідерландах). 

## Події
Європейські зимові шторми спричинені циклонами, часто прокочуються Північним морем, пік штормів припадає на січень. Один з подібних штормів був особливо потужним, внаслідок цього відбувся великий нагін води, так званий штормовий приплив. Через щорічне весняне водопілля в річках також був високий рівень води.

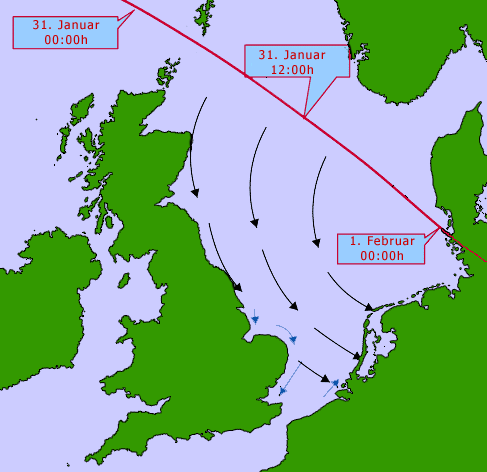
Схема нагону води циклоном.

Коли ж настав Місячний приплив у комбінації зі штормовим нагоном, низьким атмосферним тиском це призвело до підняття рівня води в деяких місцях на 5.6 метрів. Між 4 та 6 годиною практично всі дамби на півдні Нідерландів були прорвані.